# 浜谷哲
浜谷 哲（はまや さとし、1950年12月11日 - ）は、日本の銀行家。青森銀行代表取締役会長。
青森県出身。

## 来歴・人物
1973年3月に専修大学経済学部を卒業。同年4月に青森銀行へ入行。同行の人事部長、常務取締役、（代表取締役）専務取締役などを経て、2011年4月に取締役頭取に就任。また、一般財団法人青森地域社会研究所の理事長、青森放送の（社外）取締役なども務めた。
2016年度に次期中期経営計画が始まることや、新計画の策定と実行を新体制で推進することが最適であるとして、会長に退いた。

## 略歴
- 1973年3月：専修大学経済学部卒業。同年4月：青森銀行入行。
  - この間、青森北支店長、野辺地支店長、人事部長などを歴任。
- 2009年6月：代表取締役、専務取締役。
- 2010年6月： 取締役副頭取。
- 2011年4月：代表取締役取締役頭取。
- 2011年6月：青森放送（社外）取締役。
- 2015年4月：取締役会長（代表取締役）。
- 2019年6月：取締役会長（代表取締役）を退き、顧問。